# Émilie Simon
Denna artikel handlar om artisten. För musikalbumet, se Émilie Simon (musikalbum).
Émilie Simon, född 17 juli 1978 i Montpellier och numera bosatt i New York, är en fransk sångerska och kompositör inom elektronisk musik. Hon skriver, komponerar och sjunger på alla sina album, och lägger ofta till en personlig touch i både arrangemang och produktion. Simon programmerar och redigerar även ljudeffekter i flera av sina låtar. Hon känns ofta igen på sin tydligt ljusa röst och sin experimentella musikstil som blandar både pop och artrock. Hennes repertoar består av låtar framförda på såväl franska som engelska – debutsingeln "Désert" har dessutom släppts i både fransk och engelsk version.
Simon har sedan 2003 skivkontrakt med Universal Music. I USA ger hon ut sina album genom Milan Records.

## Biografi
Émilie Simon föddes i en musikalisk familj med en ljudtekniker till far och musiker till mor, vilket snabbt påverkade hennes intresse för musik. Innan hon började med elektronisk musik studerade hon bland annat lyrisk sång och forntidsmusik. Ett tag försökte hon sig även på jazz och rock, men beslöt sig att hålla fast vid elektronisk musik.
Hon debuterade i maj 2003 med sitt självbetitlade album, Émilie Simon, utgivet på det franska skivbolaget Barclay tillsammans med debutsingeln "Désert". Det elektroniska albumet hyllades av kritikerna och kom att bli en kommersiell framgång. Albumet vann även pris för "Victoire de la musique" (den franska motsvarigheten till en Grammis) för årets bästa elektroniska album.
Under 2005 komponerade hon soundtrackalbumet La Marche de l'Empereur till den franska naturfilmen med samma originaltitel (svensk titel Pingvinresan). Soundtracket nominerades till en "Cesar" (den franska motsvaigheten till en Oscar), men vann dock inte priset.
Hennes andra studioalbum, Végétal, gavs ut 2006, även detta album med låtar på både franska och engelska. Albumet nådde som högst plats 11 på den franska albumlistan och har sålts i mer än 77 376 exemplar i Frankrike. Ett livealbum släpptes i februari 2007 med titeln Émilie Simon à l'Olympia, inspelad under ett framträdande på l'Olympia i Paris den 19 september 2006.
Det tredje albumet, The Big Machine (2009), spelades delvis in i New York där Simon numera är bosatt. Albumet innehåller endast låtar på engelska och visar upp en mindre experimentell stil där låtarna är mer åt electropop-hållet. Första singeln från albumet, "Dreamland", släpptes som digital nedladdning den 8 juni 2009, följt av "Rainbow", som släpptes den 23 november samma år. Bägge singlarna är i radio edit-version. Det har också gjorts en musikvideo till respektive singel.
Franky Knight gavs ut den 5 december 2011 och är Simons fjärde studioalbum, där flera av låtarna utgör soundtracket till La Délicatesse. Första singeln var "Mon Chevalier" som lanserades tillsammans med en musikvideo i regi av David och Stéphane Foenkinos.

## Musikstil och influenser
Till Émilie Simons viktigaste och kanske mest självklara musikala influens räknas den brittiska sångerskan Kate Bush, vars musik Simon vuxit upp med. "Jag växte upp med Kate Bush. Hon är en fullständig artist, en fantastisk rik värld av talang. Det finns andra som också givit rythm till min barndom – människor är alltid resultatet av en mängd influenser.", säger Simon i en intervju med brittiska Cafe Babel 2009. Trots Simons experimentella sound är musiken ändå upptempo, energisk och positiv överlag. Med elektroniska instrument som grund har många låtar även inslag av gitarr och piano.
När Simon skriver låtar börjar hon med musiken och lägger mycket fokus på melodierna. Texterna kommer vanligtvis efter och lägger grunden för vad låten kommer att handla om. Enligt Simon själv speglar låtarna oftast känslor och reaktioner i hennes liv. Trots det blir texterna sällan djupa eller alltför personliga.

## Diskografi

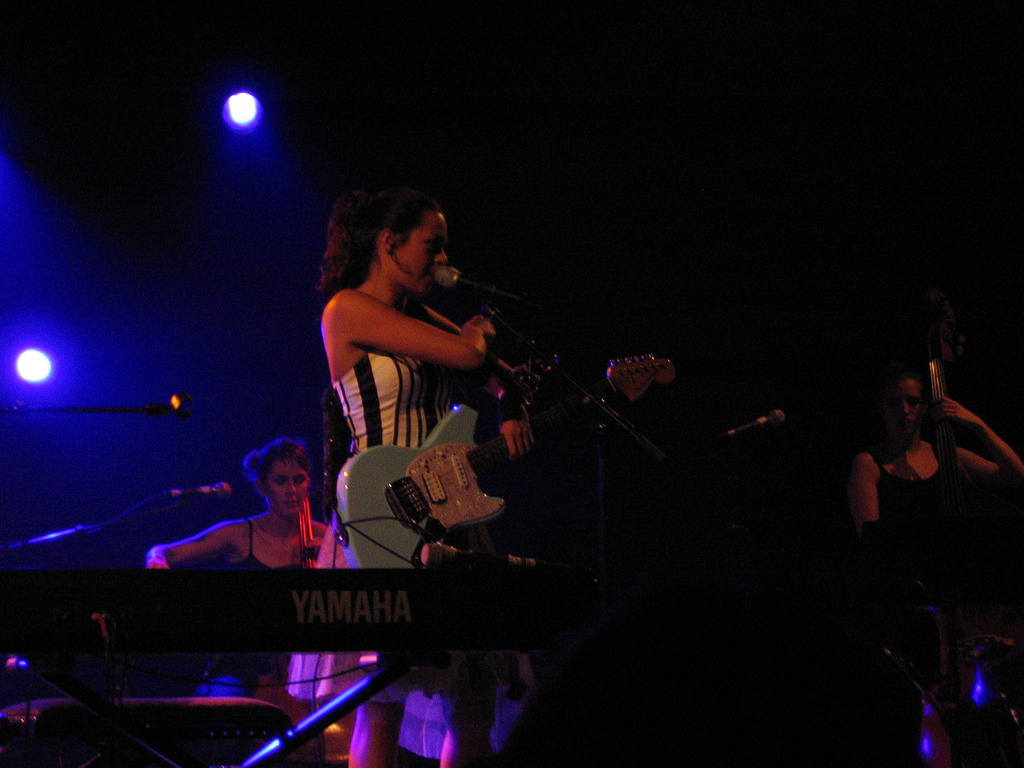
Émilie Simon vid Paléo Festival i Schweiz 2004.

### Album
- 2003 - Émilie Simon
- 2005 - La Marche de l'Empereur (soundtracket till Pingvinresan)
- 2006 - Végétal
- 2006 - The Flower Book (samlingsalbum)
- 2007 - Émilie Simon à l'Olympia (livealbum)
- 2009 - The Big Machine
- 2011 - Franky Knight

### EP
- 2007 - Live Session EP (utgivet exklusivt genom iTunes Store)

### Singlar
- 2002 - "Désert" (även som "Desert" i engelsk version)
- 2003 - "Flowers"
- 2005 - "Song of the Storm"
- 2006 - "Fleur de Saison"
- 2006 - "Rose Hybride de Thé"
- 2007 - "Dame de Lotus"
- 2009 - "Dreamland"
- 2009 - "Rainbow"
- 2011 - "Mon Chevalier"